# Ruth Watt
Ruth Watt (* 16. November 1949) ist eine ehemalige britische Hochspringerin, Weitspringerin und Sprinterin.
Bei den Europameisterschaften 1971 in Helsinki schied sie im Hochsprung in der Qualifikation aus.
1974 wurde sie bei den British Commonwealth Games in Christchurch Vierte im Hochsprung und mit der schottischen Mannschaft Siebte in der 4-mal-100-Meter-Staffel. Bei den Europameisterschaften in Rom kam sie im Hochsprung auf den 14. Platz.
1973 wurde sie Schottische Meisterin im Hochsprung und Weitsprung.

## Persönliche Bestleistungen
- 100 m: 12,2 s, 1974
- Weitsprung: 5,68 m, 1973
- Hochsprung: 1,80 m, 10. August 1974, London